# Vedašić (Udbina)
Vedašić is een plaats in de gemeente Udbina in de Kroatische provincie Lika-Senj. De plaats telt 2 inwoners (2001).